# Xã Mountain, Quận Yell, Arkansas
Xã Mountain (tiếng Anh: Mountain Township) là một xã thuộc quận Yell, tiểu bang Arkansas, Hoa Kỳ. Năm 2010, dân số của xã này là 184 người.